# Tuhobići
Tuhobići su naseljeno mjesto u općini Konjic, Federacija Bosne i Hercegovine, BiH.
Nalazi se sjeverno od Konjica.

## Povijest
Nakon mletačkog oslobađanja dijelova Boke kotorske, iz Risna, Bijele, Herceg-Novog su što progonom što samostalno iselile muslimanske obitelji. U konjički kraj su stigle muslimanske obitelji za koje bi moglo biti da su iz Herceg-Novog su Alići na Homolju, Bašići u Lipovcima i u samom Konjicu, Čelebići u Seonici, Hasani, (od njih ostao samo istoimeni zaselak) Šabanovići u Tuhobiću i Konjicu, Topalovići u Goranima i Oteležanima, Novalići na Vrdolju te Turaci iz Novog i Sutorine, koji su se doselili u Podhum.

## Stanovništvo

### 1991.
Nacionalni sastav stanovništva 1991. godine, bio je sljedeći:
ukupno: 146
- Muslimani – 134
- Hrvati – 12

### 2013.
Nacionalni sastav stanovništva 2013. godine, bio je sljedeći:
ukupno: 59
- Bošnjaci – 59

## Vanjske poveznice
- Satelitska snimka  Arhivirana inačica izvorne stranice od 19. siječnja 2021. (Wayback Machine)